# Sviatoslav Rostislavitch
Sviatopolk Mstislavitch (en russe : Святослав Ростиславич, vraisemblablement baptisé Ivan), né vers 1134/1139 et mort en 1170 fut le prince de Novgorod  (1157-1160, 1161-1168 ) et le deuxième fils de Rostislav Ier.

## Biographie
Il régna à Novgorod sous le règne de son père à Kiev. Pour la première fois, il fut expulsé de Novgorod en 1160-1161 en faveur de Mstislav Rostislavitch, neveu d'Andreï Bogolioubski, lorsque ce dernier maria sa fille à son neveu Izyaslav Davydovitch, qui revendiquait Kiev et envoya des troupes à Vchtchij contre son rival.
En 1164, la flotte suédoise atteignit Ladoga, mais fut complètement vaincue par les troupes arrivant de Novgorod sous le commandenet de Sviatoslav et du possadnik Zakhary lors de la bataille de la rivière Voronejka, perdant 43 navires. Pour la deuxième fois, il perdit son règne sur Novgorod après la mort de son père au profit de Roman Mstislavitch, fils du nouveau prince de Kiev Mstislav Izyaslavitch. Sviatoslav s'est marié en 1170 (sa femme est inconnue) ; parmi ses descendants, Rostislav Sviatoslavovich n'est mentionné que dans les sources généalogiques (très probablement, il est mort avant son père).